# سيرجيو بريو
سيرجيو بريو (من مواليد 19 أغسطس 1956) هو لاعب كرة قدم إيطالي سابق، لعب في مركز قلب الدفاع، ولعب مع يوفنتوس في أواخر السبعينيات والثمانينيات، وكان جزءًا من الفريق الفئز بكأس أوروبا عام 1985. كان مدافعًا غير اعتيادي، كان معروفًا بقوته ومثابرته وجسده، فضلاً عن قدرته في الهواء، مما جعله غالبًا يمثل تهديدًا للأهداف في الكرات الثابتة؛ هذا سمح أيضا له اللعب في مركز الوسط المهاجم في وقت سابق من حياته . بالإضافة إلى قدرته الرياضية، كان معروفًا أيضًا بتركيزه. 

## الالقاب

### النادي
يوفنتوس 
- الدوري الإيطالي : 1980-81 ، 1981-82 ، 1983-84 ، 1985-86
- كأس إيطاليا : 1978–79 ، 1982–83 ، 1989–90
- كأس اوروبا : 1984-85
- كأس الاتحاد الأوروبي : 1989-90
- كأس الكؤوس الأوروبية : 1983-84
- كأس السوبر الأوروبي : 1984
- كأس الانتركونتيننتال : 1985